# Rettungsdienstbereich
Der Rettungsdienstbereich ist jener gebietstechnische Bereich, der einem Rettungszweckverband oder einem Zweckverband für Rettungsdienst und Feuerwehralarmierung als zu betreuendes Gebiet per Gesetz oder Verordnung zugewiesen wurde. Innerhalb dieses Gebietes, der in der Regel aus mehreren Landkreisen besteht, kann der Zweckverband Vergaben für Krankentransporte, Rettungswachen und Rettungsdienst machen.